# خوسيه أبيلا
خوسيه أبيلا (بالإسبانية: José Abella) هو لاعب كرة قدم مكسيكي، ولد في 10 فبراير 1994 في كوردوبا، المكسيك في المكسيك. شارك مع منتخب المكسيك تحت 20 سنة لكرة القدم. أما مع النوادي، فقد لعب مع سانتوس لاغونا.

## وصلات خارجية
- خوسيه أبيلا على موقع الاتحاد الدولي (مؤرشف)  (الإنجليزية)
- خوسيه أبيلا على موقع إي إس بي إن إف سي (الإنجليزية)
- خوسيه أبيلا على موقع قاعدة بيانات كرة القدم.إي يو (الإنجليزية)
- خوسيه أبيلا على موقع ناشيونال فوتبول تيمز (الإنجليزية)
- خوسيه أبيلا على موقع Soccerway.com (الإنجليزية)
- خوسيه أبيلا على موقع اللجنة الأولمبية الدولية (الإنجليزية)
- خوسيه أبيلا على موقع أوليمبيديا (الإنجليزية)
- خوسيه أبيلا على موقع AS.com (الإسبانية)